# ホムベルク (オーム)
ホムベルク (オーム) (ドイツ語: Homberg (Ohm), ドイツ語発音: [ˈhɔmbɛrk]) は、ドイツ連邦共和国ヘッセン州フォーゲルスベルク郡に属す市である。

## 地理

### 位置
州で知られた空気の清浄な保養地であるホムベルクは、マールブルクの南東約 19 km のアメーネブルク盆地（オームタール盆地）の南東端、オーバーヘッシシェ・シュヴェレ（ネルトリッヒェ・フォーゲルスベルク＝フォアラント）に含まれる高さ 358 m のホーホベルク（ホムベルクではホーアー・ベルクとも呼ばれる）やその支脈（東部に高さ 349 m のヴィルヒェスブルクがある）の南西斜面に位置する。
海抜 200 m 付近の中心市街部を流れるラーン川支流のオーム川の対岸、市街地のすぐ南に 331 m のヘルマンスベルクがある。また、約 5 km 北西に 407 m のマルドルファー・クッペがある。両者はルムダ高原（フォルデラー・フォーゲルスベルク）に属す山である。
フォーゲルスベルク自体はオーバーヘッセン山地に含まれる山である。フォルデラー・フォーゲルスベルクとネルトリッヒェ・フォーゲルスベルク＝フォアラントは、ともに名前にフォーゲルスベルクを含んでいるが、これらは西ヘッセン山地に属す。一方、中核市区から約 4 km の南部市区があるウンター・フォーゲルスベルクは、これらの山並みとは異なり、地質学上は広義のフォーゲルスベルクに属しており、フォーゲルスベルク本体と同様にオーバーヘッセン山地に属している。
周辺の山並みはいずれも、森に覆われている面積は半分以下であり、風力発電機が高い密度で設けられている。

### 隣接する市町村
ホムベルクは、北はシュタットアレンドルフ（マールブルク＝ビーデンコプフ郡）、北東はキルトルフ、南東はゲミュンデン (フェルダ)、南はミュッケ（以上3市町村はフォーゲルスベルク郡、南西はグリューンベルクおよびラーベナウ（ともにギーセン郡）、西はエプスドルファーグルント、北西はアメーネブルク（ともにマールブルク＝ビーデンコプフ郡）と境を接する。

### 市の構成
ホムベルク (オーム) 市は首邑であるホムベルクの他、アッペンロート、ブライデンロート、ビュスフェルト、ダンネンロート、デッケンバッハ、エルベンハウゼン、ゴンタースハウゼン、ハールハウゼン、ヘインゲン、マウルバッハ、ニーダー＝オフライデン、オーバー＝オフライデン、シャーデンバッハの各市区からなる。

## 歴史
ローマ王ハインリヒ4世は、母アグネスの願いにより、ラーンガウ伯ヴェルナース3世の所領である "Hohunburch" 村の土地 10 フーフェンをすべての付随する権利とともにヘルスフェルト修道院に寄進した。これは、1065年のことで、ホムベルク (オーム) に関する最初の公式な記録である。このオーム川の谷に位置する山にいつから人が定住し始めたかの詳細は判明していない。

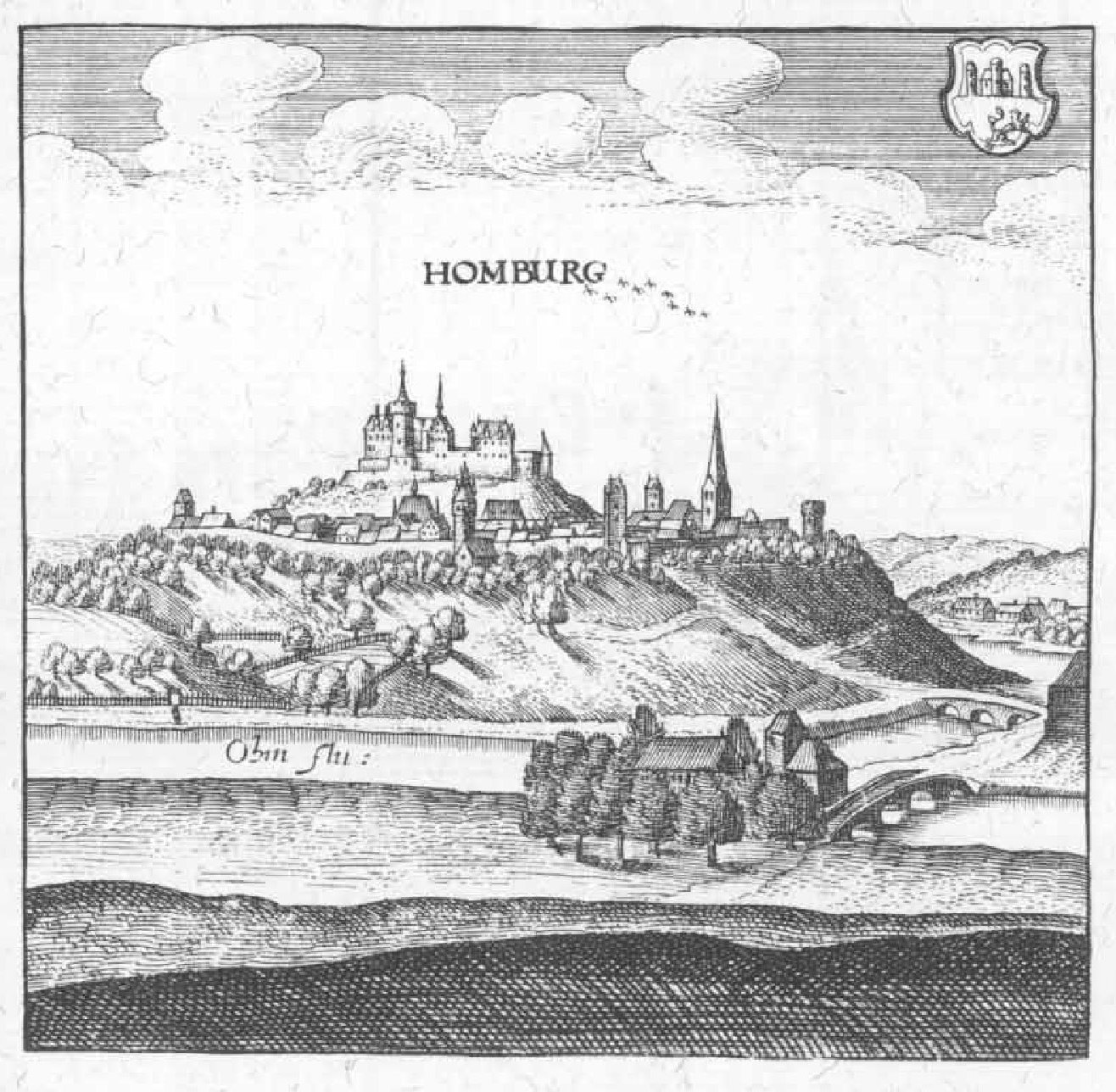
1655年のマテウス・メーリアンの銅版画に描かれたホムベルク城

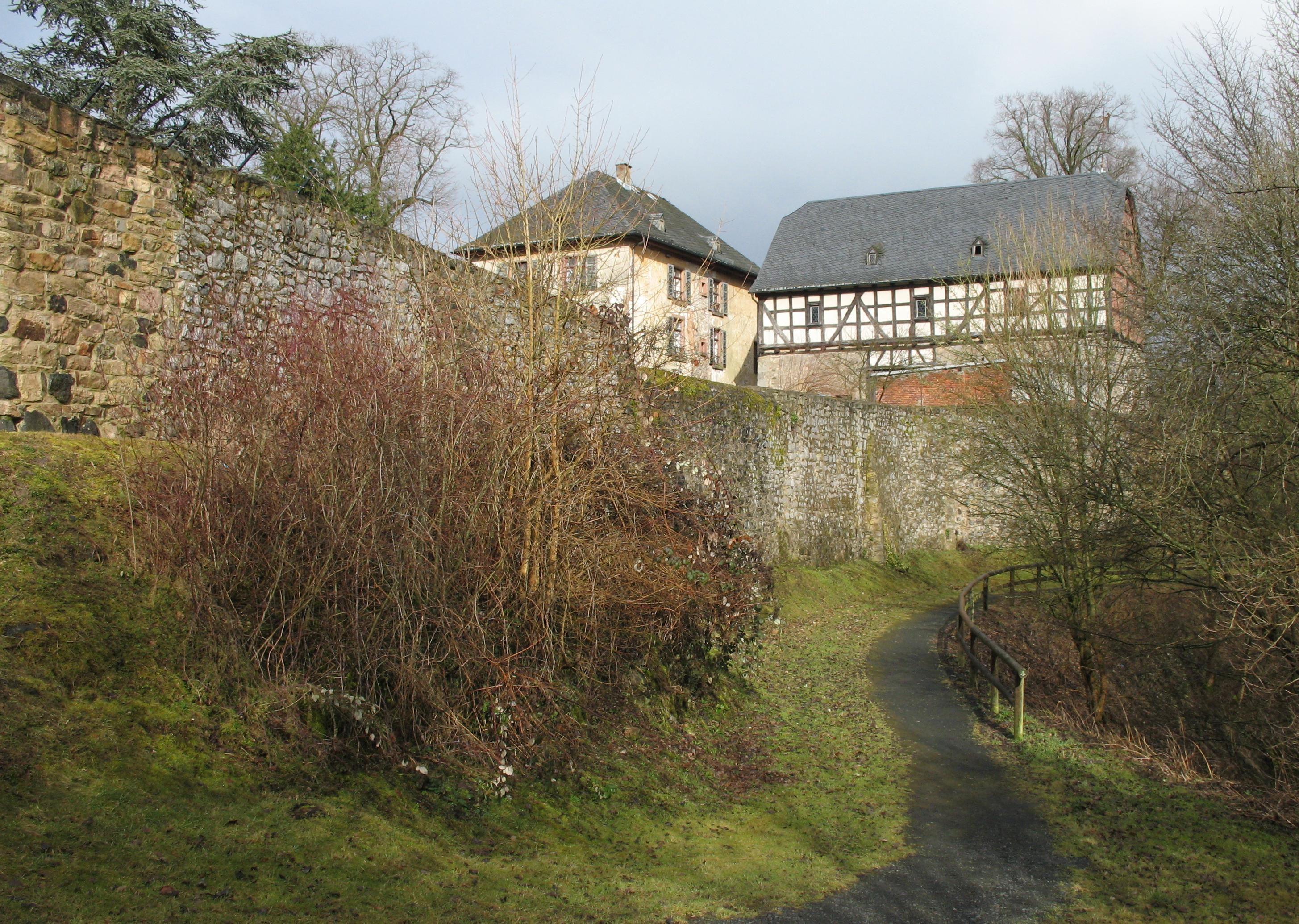
現在のホムベルク城

1146年に、ヘルスフェルト修道院へのさらなる寄進が記録されている。今度はローマ王コンラート3世が、自らの所領の半分を修道院に譲るとして明文化しているが、ホムベルクの山自体は王の所領に残された。この事から、その位置が戦力上特に重要であったことが推察される。また、これらの日付から、おそらく12世紀にはホムベルクに城があったに違いないと推測されている。ホムベルク近郊のシュロスベルク（直訳すると「城山」）にホムベルク城趾が遺されている。都市権の授与も 100 % の確信を持って日付を特定することはできないが、ホムベルクが最初に「市」と記述されたのは1234年であった。この他、いくつかの証拠も、当時ホムベルクがしっかりとした都市構造を有していたことを示している。
ホムベルク市の最初の紋章は、方伯領の都市で当時典型的であったモチーフを描いたものであった。すなわち、三つ葉型アーチ上に様式化された城が描かれており、その下に向かって右向きに歩む獅子。この紋章や、テューリンゲン方伯の都市創設に関する集中的な尽力は、ホムベルクの「市」としての長い歴史がまさに方伯によるものであることを示している。近隣のアルスフェルトやマールブルクもこれと同じようにして形成された一連の都市なのである。方伯は、この地方に経済的、軍事的拠点を造り、この地方を安定させようと意図したのであった、
ヘッセン方伯も、広大な所領を獲得して以降、こうした戦略を引き継いだ。ホムベルクは方伯のアムト（地方行政単位およびその機関）、都市裁判所、地方裁判所の所在地として重要度を増していった。1587年の登記簿によれば、ホムベルク市にはホムベルク集落自身の他に、アッペンロート、ビュスフェルト、デッケンバッハ、ヘインゲン、エーリングスハウゼン、ゴンタースハウゼン、ハールハウゼン、マウルバッハ、ニーダー＝オフライデン、オーバー＝オフライデン、シャーデンバッハ、リュルフェン、グート・ヴェルダースハウゼンといった村落が含まれていた。こうした構成は1972年の市町村再編によってもほとんど変化はなかったが、エーリングスハウゼンとリュルフェンロートはホムベルク市に属さず、ブライデンロートとダンネンロートが加わった。ホムベルク城は、方伯の役人の行政機関および居館として利用され、市の重要な要素を占めており、ヘッセン方伯によるこの地域の支配権成立に決定的な役割を果たした。城が現在の外観になったのは13世紀から15世紀であることも判明している。三十年戦争でベルクフリート（天守閣にあたる主塔）が破壊され、堅牢な城としての歴史がはっきりと実感される。その後この城自体は、しばしば抵当に出され、方伯は周辺の貴族から借金をしていた。1567年にヘッセン方伯フィリップ寛容伯が亡くなり、ホムベルクをヘッセン＝マールブルク方伯領とする遺言が執行された。しかし、早くも1604年には、この街はヘッセン＝ダルムシュタット方伯領となった。
ホムベルクは、中世には、単に司法・行政の節目としてフォーゲルスベルクの片隅での重要な役割を演じただけではない。13世紀には既にホムベルクに貨幣鋳造所があったことが文献に記録されている。さらに、交易都市ライプツィヒとフランクフルトとの間の交通の便が良い場所は、市場都市としての発展をもたらした。フィリップ1世方伯は1554年にホムベルクに最初の市場開催の特権を与えている。毎年6回家畜市や雑貨市が開催され、10月第3水曜日に開かれていた カルテ・マルクト は現在も継続されている。ワインおよび蒸留酒の製造権（1671年から）やビール醸造権の授与とともに数多くの企業がこの街にやって来た。学校は、1529年に初めて記録されている。
資金不足により特徴的な屋根を現在も戴いているホムベルクの市教会は、13世紀前半に建設された。1700年頃までは市教会よりも古い城の礼拝堂があったのだが、取り壊された。さらに1565年に建設された墓地礼拝堂は繰り返し記録に遺されている。固有の墓地教会を建造するために、埋葬地は外側に移された。
ホムベルクの初期の経済発展は、災難や疫病によって強く妨げられた。何度もの大火がホムベルクの住民を苦しめた。特に1657年の大火災ではホムベルク全域が焼失した。三十年戦争もホムベルクを襲った。ホムベルクは、1635年、1641年、1646年の 3 度戦場となり、街は破壊され、掠奪された。これに比べれば、七年戦争では幾分ましであったが、それでも宿営の面倒には耐えなければならなかった。
1750年にホムベルクは、三十年戦争以後初めて大きな住民の流出を経験し、人口は約 1,000人にまで減少した。また、19世紀半ばにはホムベルクの住民の 1/4 がアメリカ合衆国などに移民として流出した。1840年からの人口調査によれば、ホムベルクの人口は 1,743 人であった。
第二次世界大戦後、この街は徐々にオーム川中流域の中規模都市に成長していった。これには工業系企業の進出も大きく寄与していた。この街の意義は変わりなく、1972年のヘッセン州の地域改革では周辺の村を合併し、さらにその後は1821年には既に本市に属していなかったビュスフェルトやエルベンハウゼンも合併した。

## 行政

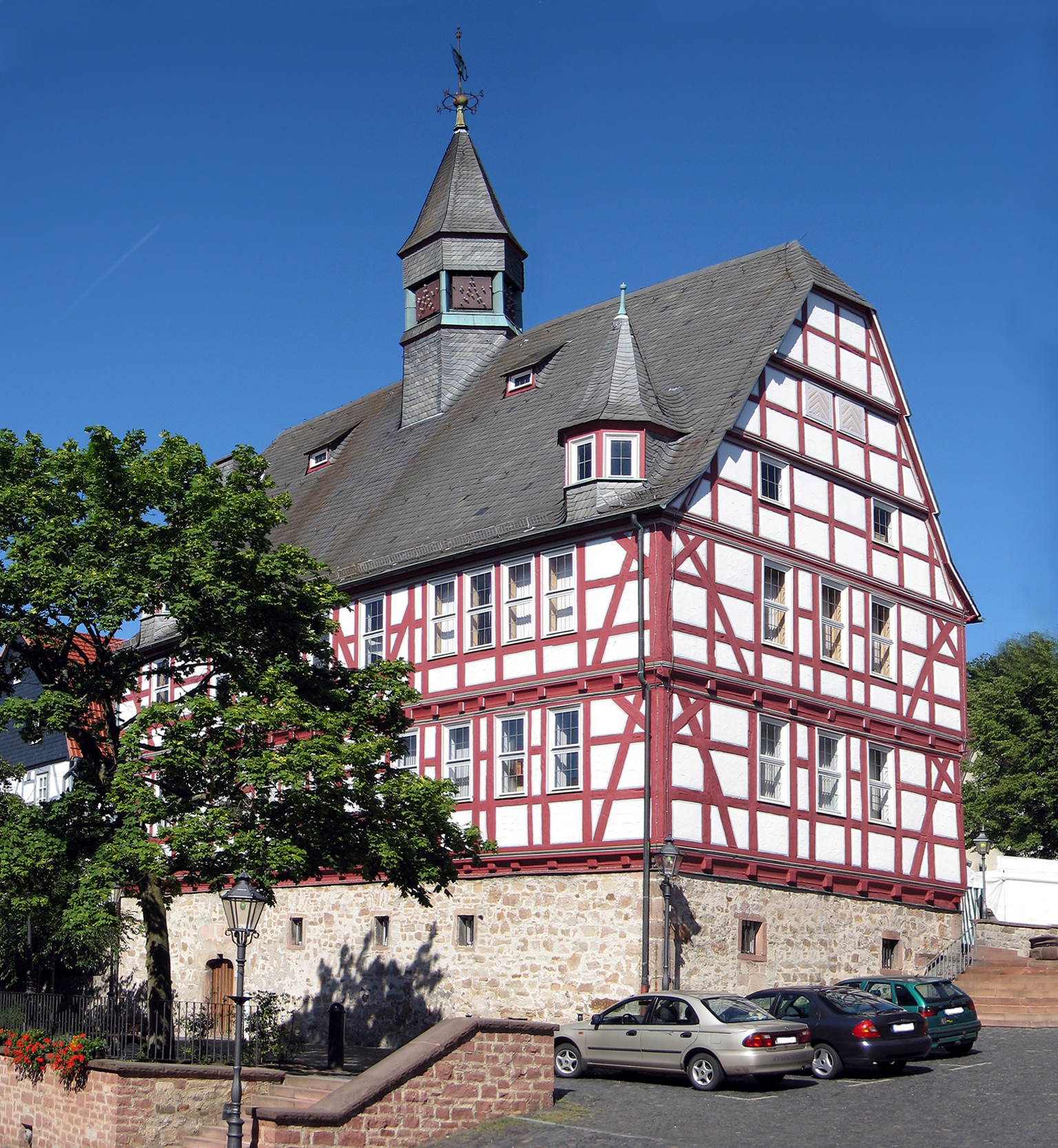
1539年建造の市庁舎

### 市長
市長はクラウディア・ブルーム (SPD) である、彼女は2016年3月20日の決選投票で 54.5 % の票を獲得して市長に選出された。この選挙の投票率は 63.3 % であった。前職で再出馬しなかったベーラ・デーレン (SPD) は2016年7月1日に離職した。

### 議会
ホムベルクの市議会は、27議席からなる。

### 姉妹都市
- トゥアレ＝シュル＝ロワール（フランス、ロワール＝アトランティック県）1981年
- シュタットローダ（ドイツ、テューリンゲン州）1990年

### 紋章
図柄: クローバー型アーチの上に、両側に赤い屋根の小さな塔を持つ銀の城。クローバー型アーチの下には向かって右向きに歩む多色のヘッセンの獅子。

## 文化と見所

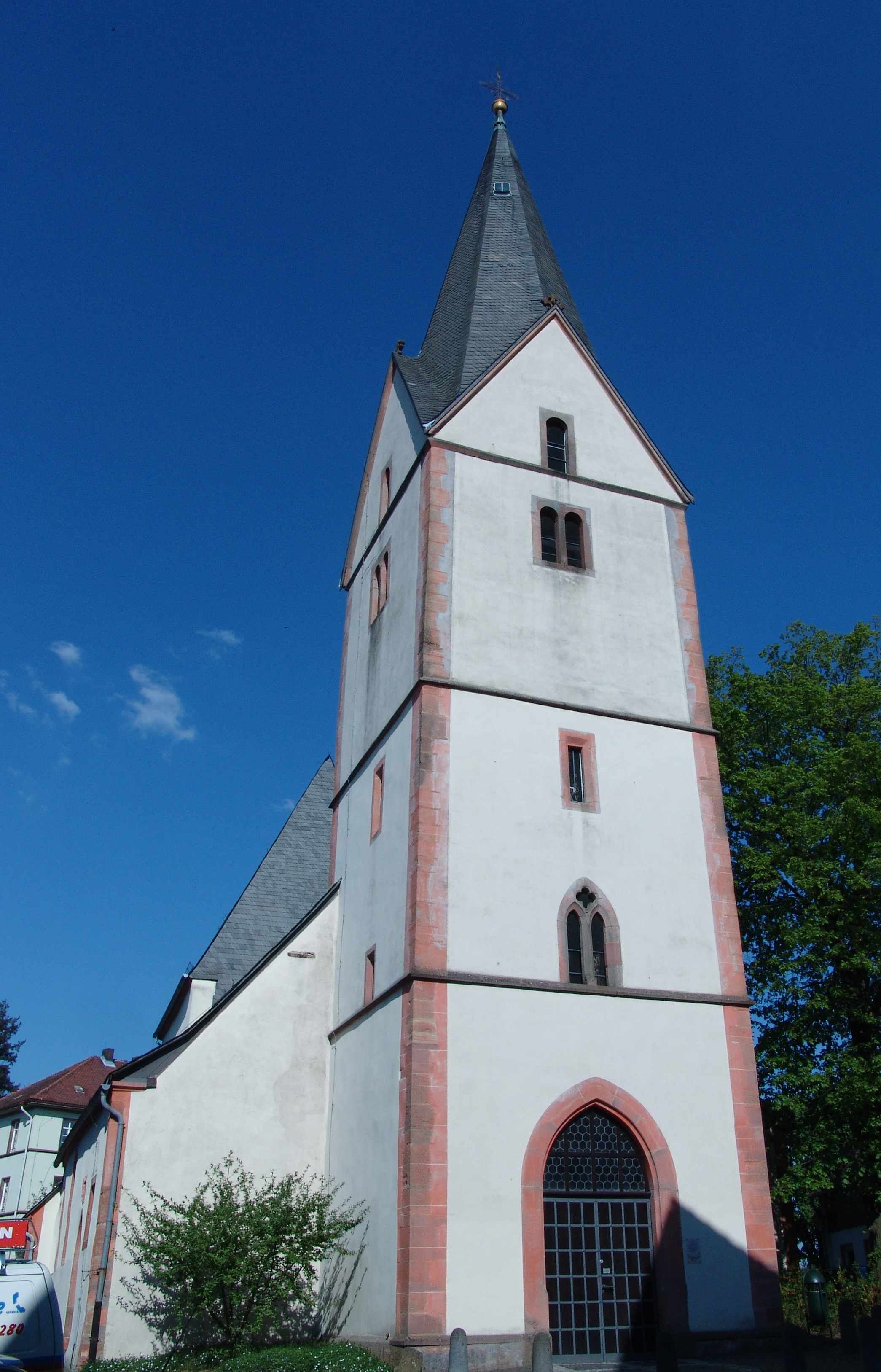
ホムベルクのプロテスタント市教会

ホムベルクの市庁舎は、1539年にマルクト広場に建設された。この木組み建築は、歴史上、裁判所として使われ、1554年に設けられたワインセラーを備えている。この建物は1965年に完全に修復され、木組みが露出された。
ブラウハウス（ビール醸造所）は、13世紀に、初めは監視小屋として用いられており、市壁の一部となっていた。1751年に改築され、1581年に初めて新しいビール醸造所として記述されている。ここではブラウマイスターの指導下でビールが製産されていた。ブラウハウス塔はホムベルクの市壁の中で唯一現存する塔である。現在ブラウハウスは街の歴史を展示する博物館となっている。
1700年より以前に木組み様式で建設されたシュタットヴィルトハウス（市営の居酒屋）は、1671年に市がその製造特権を獲得した地元産ワインおよびその蒸留酒を飲むことができる唯一の場所であった。小売人はホムベルクのヴァインマイスターから直接商品を購入していた。
この他の歴史上重要な建物が、16世紀後半に建設されたホムベルク薬局である。この木組み建築は後期ルネサンス様式に拠っている。1715年から1960年までホムベルク薬局は営業を停止していた。
ホムベルク市教会は、1200年頃に建設されたもので、平屋根の三廊式列柱バシリカ教会である。

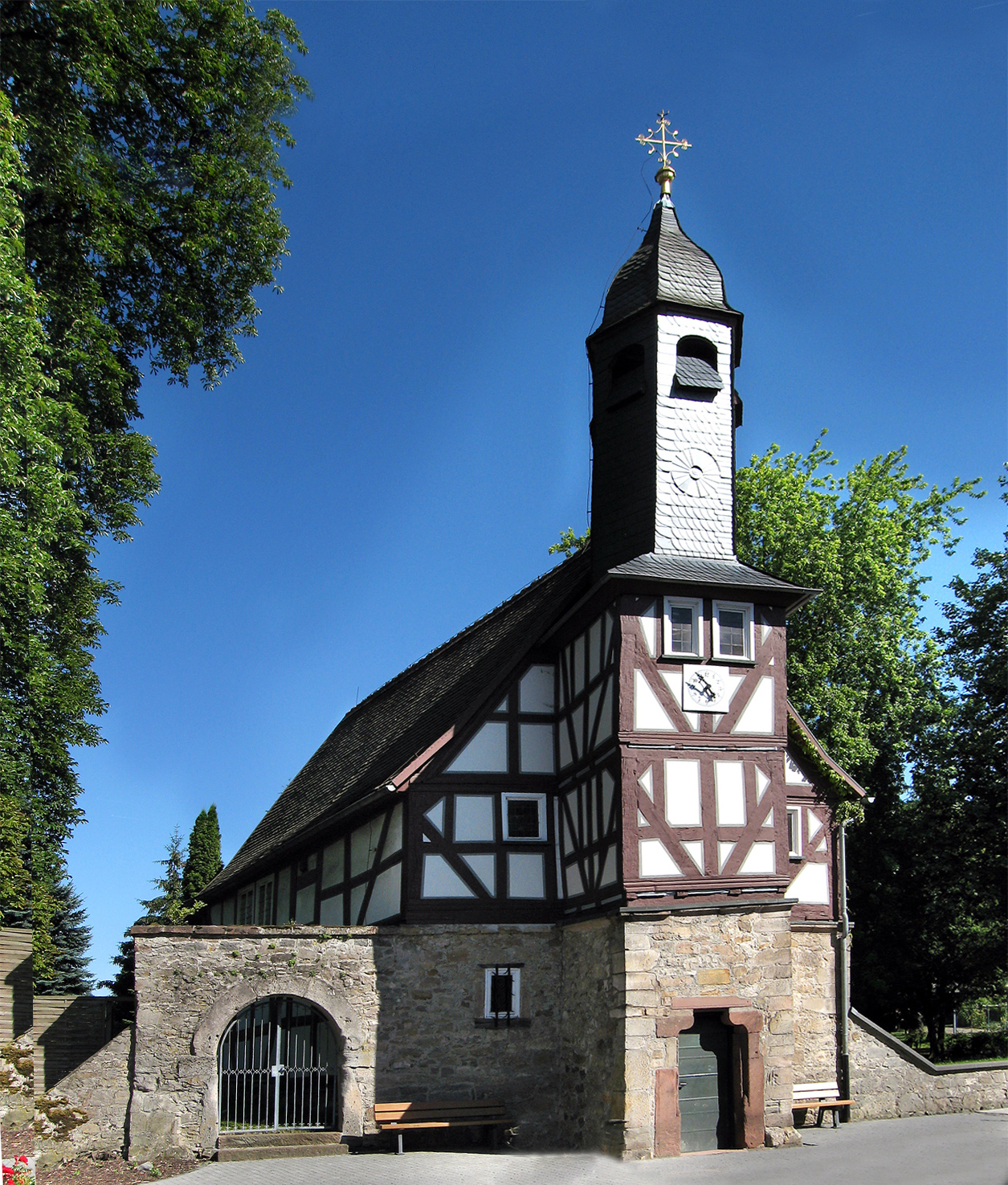
ホムベルクの墓地礼拝堂

墓地礼拝堂は 1583年に初めて記録されている。この教会は後期ゴシック様式の木組み建築である。
ホムベルク城は中世初期の城塞である。この城塞は三十年戦争でスウェーデン軍とニーダーヘッセン軍によって破壊され、ベルクフリートは爆破された。1648年に一部が修復され、1836年に新築された。現在ここは私邸となっている。

### 年中行事
7月の第3週末に歴史的な市庁舎周辺のマルクト広場で、市民祭兼旧市街祭の「ホムベルガー・ブルンネンフェスト」（ホムブルクの泉祭）が開催される。ホムベルク (オーム) 自衛消防団音楽隊・ファンファーレ隊が運営するこの催しは、行事カレンダーの重点であり、近くや遠くからの訪問客を興奮させている。
10月の第3水曜日には「カルター・マルクト」が開催されている。1万人以上の来訪者が、市場の出店が並ぶ旧市街を歩き回る。この地方で重要なこの市場は、2012年に第459回を迎える。
初夏とアドヴェントの時期にホムベルク・ジルヒャー・コーラスが市立ホールおよびプロテスタント市教会またはカトリック教会で伝統的なコンサートを行っている。

## 経済と社会資本

### 地元企業
オステローデ・アム・ハルツのネジ・メーカー KAMAX の大規模な工場が 1955年に進出してきた。
ビュスフェルト市区には家庭用品メーカー VEMMiNA の本社がある。
オームシュタットには、2004年から、皮膚病治療薬の製造・販売を行う YORK PHARMA がある。

### 交通
連邦アウトバーン A5号線のホムベルク (オーム) インターチェンジは、中核市区の南約 10 km に位置する。また、8 km 北を連邦道 B62号線が走っている。
アウトバーン A49号線をマウルバッハ付近で A5号線に接続させる最終区間の計画は現在進行中である。キルヒハインやマールブルクを経由して A5号線に接続するのに適したヘレンヴァルト・ルートについては政治的議論がなされている。
ホムベルクは、ライン＝マイン交通連盟のサービスエリアに位置している。地方バス 382系統路線は、ホムベルクと最寄り駅であるフォーゲルスベルク鉄道のブルク・ウント・ニーダーゲミュンデン駅あるいはマイン＝ヴェーザー鉄道のキルヒハイン駅とを結んでいる。ゲミュンデンへはオーバーヘッセン交通会社のバス路線 VB-71系統が通っており、VB-13a系統はアルスフェルト駅まで直接運行している。
ホムベルクを通るオームタール鉄道 ブルク・ウント・ニーダーゲミュンデン - キルヒハイン線は、ニーダー＝オフライデンからキルヒハインまでが貨物線（玄武岩の切り出し）として運行している。
ヘッセン自転車道 R6号線（ディーメルシュタット - ラムペルトハイム）もホムベルクを通っている。

### 教育
ホムベルクには、言語治療クラスや養護ケアを備えた基礎課程学校が 1 校ある。他に総合学校のオームタールシューレがある。さらに、オーバー＝オフライデンには AOK の教育センターがある。

## 人物

### 出身者
- カール・テオドール・ヴェルッカー（1790年 - 1869年）法律家、大学教師、自由主義の政治家

## 引用
1. ↑  Hessisches Statistisches Landesamt: Bevölkerung in Hessen am 31.12.2023 (Landkreise, kreisfreie Städte und Gemeinden, Einwohnerzahlen auf Grundlage des Zensus 2011)]
2. ↑  Max Mangold, ed (2005). Duden, Aussprachewörterbuch (6 ed.). Dudenverl. p. 408. ISBN 978-3-411-04066-7
3. ↑  2011年3月27日の市議会議員選挙結果、ヘッセン州統計局（2012年7月9日 閲覧）
4. ↑   Karl E. Demandt, Otto Renkhoff: Hessisches Ortswappenbuch 1956. Glücksburg/Ostsee : Starke, 1956
5. 1 2  Homberg (Ohm): Veranstaltungen: Veranstaltungskalender（2012年7月10日 閲覧）
6. ↑  Feste und Veranstaltungen in Hessen: Stadtfest und Kalter Markt - Homberg (Ohm) - Fest Deutschland（2012年7月10日 閲覧）
7. ↑  Sicherchor Homberg 1856 e.V.（2012年7月10日 閲覧）